# Юрьев, Владимир Сергеевич
Влади́мир Серге́евич Ю́рьев (15 ноября 1854 — 1919?) — военачальник Русской императорской армии, инженер-генерал.

## Биография
Родился в семье дворян Полтавской губернии.
Юрьев начал службу 31 августа 1872 года. В 1875 году закончил Николаевское инженерное училище подпоручиком и выпущен в 4-й понтонный полубатальон. Участвовал в русско-турецкой войне 1877—1878 годов, во время которой получил чин поручика. С 1879 года штабс-капитан.
С 1881 года столоначальник Главного инженерного управления. В 1883 году произведён в капитаны, в 1888 году в подполковники.
27 января 1893 года назначен в чине штаб-офицера заведующим офицерами, обучающимися в Николаевской инженерной академии. В 1894 году произведён в полковники и затем числился за князем Г. М. Романовским (в 1895—1913 года) и за его сыном (с 1913 года). В то же время занимал должность Главного приёмного комиссии при Главном инженерном управлении. В 1902 году произведён в генерал-майоры, в 1909 году в генерал-лейтенанты, в 1915 году в инженер-генералы.
Во время Первой мировой войны, с 16 августа 1915 года, постоянный член технического комитета Главного военно-технического управления.
Расстрелян большевиками 23 сентября 1919 года. На основании записи в метрической книге храма г. Екатеринодара, скончался 31 декабря 1919 года в Екатеринодаре от сыпного тифа.

## Семья
Имел жену и двоих детей.

## Награды
Русские ордена:
- Св. Анны 4-й ст. (1877)
- Св. Станислава 3-й ст. с мечами и бантом (1877)
- Св. Анны 3-й ст. с мечами и бантом (1878)
- Св. Владимира 4-й ст. с мечами и бантом (1878)
- Св. Станислава 2-й ст. (1891)
- Св. Анны 2-й ст. (1896)
- Св. Владимира 3-й ст. (1898)
- Св. Станислава 1-й ст. (1904)
- Св. Анны 1-й ст. (1906)
- Св. Владимира 2-й ст. (1911)
- Белого Орла (23.06.1913)
- Св. Александра Невского (06.12.1916)

Русские медали:
- В пам. войны 1877—1878
- В память царствования императора Александра ІІІ
- Коронационная 1896
- Красного Креста в пам. войны с Японией
- В пам. 100-летия Отечественной войны
- В пам. 300-летия царствования Дома Романовых

Русские знаки отличия:
- Беспорочной службы за 40 лет
- Красного Креста 1-й ст.
- Красного Креста 2-й ст.
- В память 300-летия царствования Дома Романовых
- Красного Креста за войну 1877—1878
- Румынского Железного креста
- 50-летия земских учреждений

Черногорские награды:
- Орден Князя Даниила I 2-й ст. со звездой (1896)
- Золотая медаль Обелича и Вспомяница